# Most přes Labe v Bad Schandau
Elbbrücke Bad Schandau je 268 metrů dlouhý silniční vzpínadlový trámový betonový most na spolkové silnici 172. Na říčním kilometru 11,53 přemosťuje v Bad Schandau řeku Labe. Uveden do provozu byl v roce 1977.

## Historie
Nový most, jako náhrada za již nevyhovující Carolabrücke, byl dokončen roku 1977. V letech 2001–2003 prošel generální opravou.

## Uzavření mostu v roce 2024
Při prohlídce mostu v roce 2023 byl jeho stav ohodnocen 2,5 body (odpovídající stav) na stupnici od 1,0 (velmi dobrý stav) do 4,0 (nedostatečný stav). Dne 27. září 2024 proběhlo další testování stavu mostu. Důvodem bylo zřícení mostu Carolabrücke v Drážďanech, protože na obou mostech byla použita hennigsdorfská ocel, jež je náchylná ke korozi. Při kontrole byly zjištěny podélné trhliny a voda se rzí vytékající ze spodní části mostu. Výsledky byly zveřejněny 6. listopadu a tentýž den byl most s okamžitou platností zcela uzavřen. Uzávěra je naplánovaná minimálně do konce roku 2024. Během uzávěry mají být provedeny průzkumy konstrukce a materiálu a výpočty únosnosti mostu. Uzavření mostu způsobilo problémy pro regionální dopravu, protože nejbližší silniční mosty se nacházejí v Pirně (20 km po proudu) a Děčíně (25 km proti proudu). Znovu otevřen, prozatím pro vozidla do 7,5 tuny, byl 10. dubna 2025. 

## Popis
Most se skládá ze čtyř polí: levobřežní o rozpětí 50 metrů, říční dlouhé 100 metrů a dvě pravobřežní po 59 metrech. V říčním úseku je pod mostem volná výška 6,53 metru při nejvyšší splavné hladině vody. Nosná konstrukce má jednokomorový průřez se šikmými stěnami a je zhotovena z předpjatého betonu. Konstrukční výška mostu je konstantní a činí 2,7 metru a šířka jízdní dráhy 13,6 metru. Říční pole je vyneseno pomocí parabolického pásového vzpínadla zhotoveného rovněž z předpjatého betonu. Pásové vzpínadlo má masivní obdélníkový průřez, šířku 3,04 metru a výšku 0,6 metru. S nosnou konstrukcí je spojeno vždy po 10,5 metrech stěnovou podporou tloušťky 250 mm. Maximální vzdálenost k hornímu líci nosné konstrukce činí uprostřed pole 3,28 metru. Přes most prochází spolková silnice 172 spojující Pirnu s česko-německou státní hranicí ve Schmilce.
Okrajové části byly postaveny na pevné skruži, střední část mostu byla stavěna metodou letmé betonáže.

## Galerie

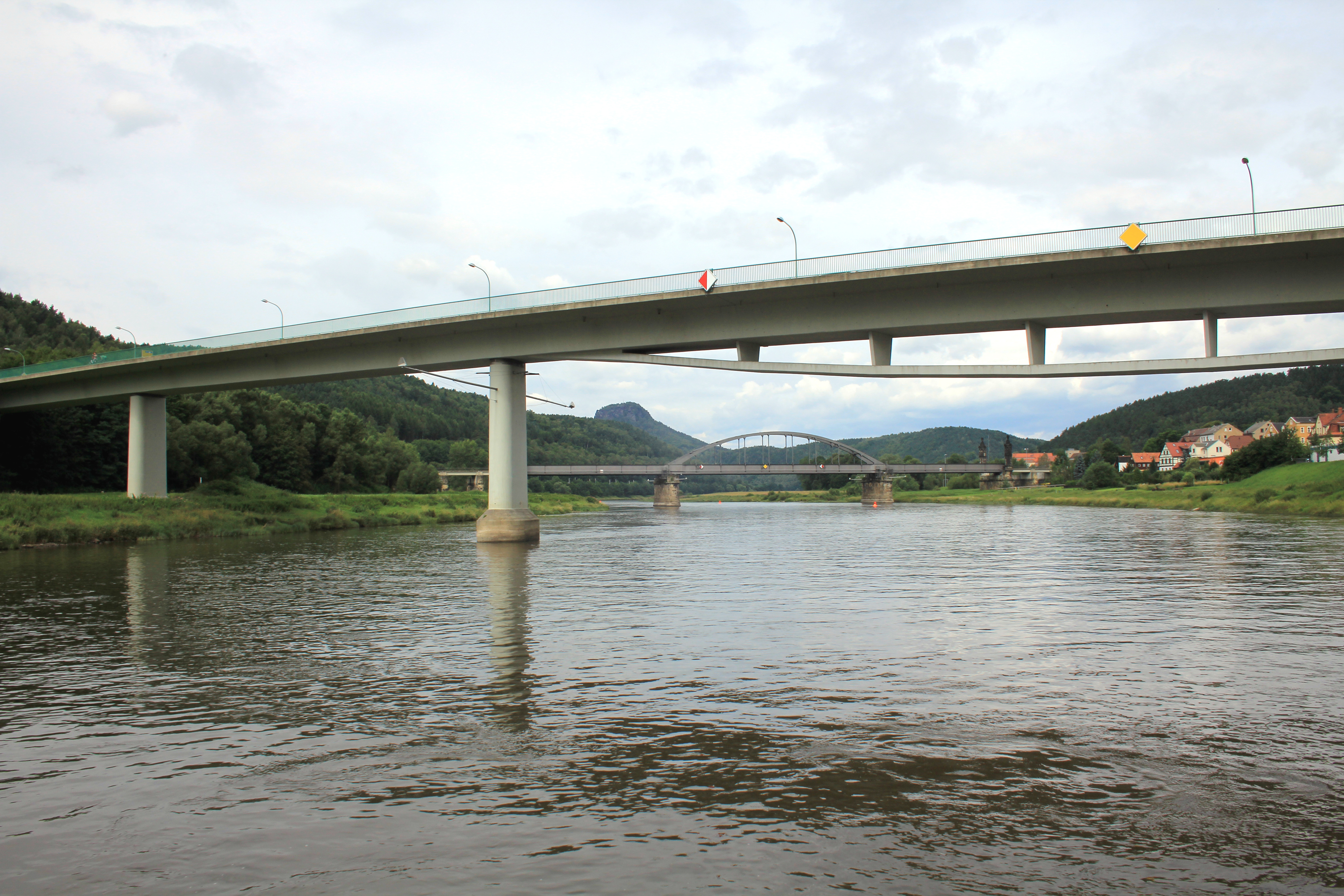
Pohled k levému břehu, v pozadí Carolabrücke
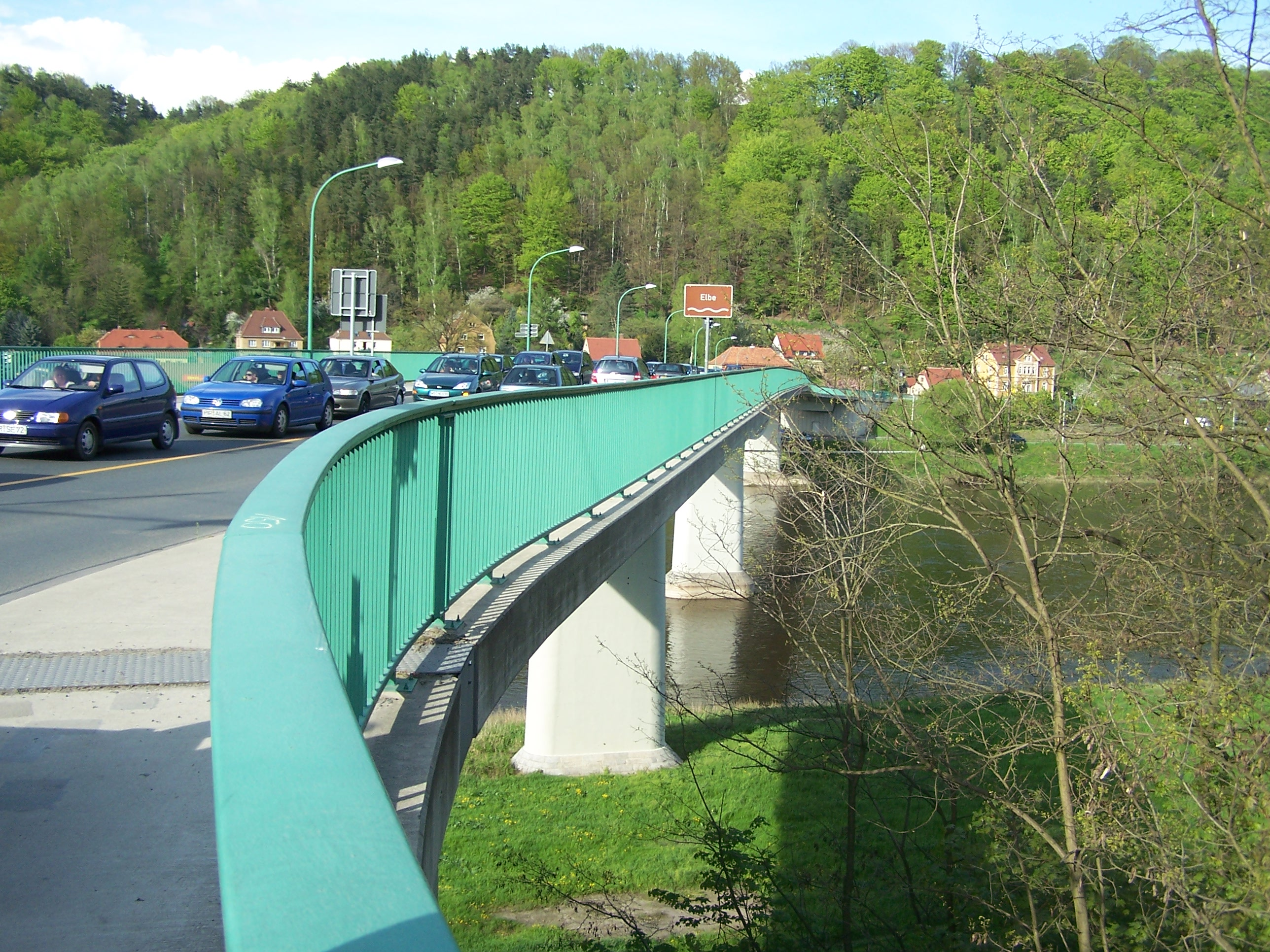
Pohled na vozovku